# Baltorp Business Gymnasium
Baltorp Business Gymnasium er et hhx-gymnasium, der er en del af NEXT Uddannelse København.
Skolen har fem forskellige studieretninger, hvor der er fokus på handel, økonomi, markedsføring og sprog: marketing, politi, sprog, økonomi og forsvar. 

## Historie
NEXT Uddannelse København blev etableret i 2016 efter en fusion mellem Københavns Tekniske Skole og CPH West.